# Jarosław Czyż
Jarosław Czyż (ur. 7 grudnia 1894 w Dublanach, zm. 13 grudnia 1958 w Nowym Jorku) – ukraiński działacz społeczny, jeden z organizatorów oddziałów Strzelców Siczowych oraz Ukraińskiej Organizacji Wojskowej (UWO).
W 1921 członek kolegium UWO, potem wyemigrował do Pragi, gdzie ukończył w 1922 Wydział Filozofii Uniwersytetu Karola, i w tym samym roku wyemigrował do USA. Redagował tam ukraińską gazetę „Narodna Wolja”, współpracował również z agencją prasową The Common Council for American Unity (z czasem został jednym z jej dyrektorów). Doradca rządu USA w sprawie narodowości, w 1956 współorganizator, a potem dyrektor wykonawczy programu Committee of the President’s People-to-people Program.